# Mnoud
Mnoud är en ort i Marocko.   Den ligger i provinsen Al Hoceïma och regionen Tanger-Tétouan-Al Hoceïma, 300 km öster om huvudstaden Rabat.